# Tony Boga
Tony Boga Antonio Adámes Reyes) es un diseñador de moda dominicano.

## Biografía
Tony Boga nació en Santo Domingo, República Dominicana con el nombre de Antonio Adámes Reyes. Desde niño, Boga demostró dotes en el dibujo. Por esta razón, sus padres lo inscribieron en clases de bellas artes en Santo Domingo, bajo la dirección del pintor Guillo Pérez. Estando Boga en la preparatoria, el mismo Pérez le adelanto a primer año después de ver sus cualidades.
Luego de cumplir 18 años, Boga se traslada a los Estados Unidos donde decidió entrar al mundo de la moda.
En el 1990, abre Tony Boga SRL con el fin de crear y distribuir diferentes productos de moda.
En 2013, el cantante de bachata Antony Santos anunció que estaría vistiendo de Boga para la celebración de los Premios Soberano 2013. Ese mismo año, Boga presentó una colección llamada "Cañaveral", inspirada en la obra de Guillo Pérez. La misma fue presentada durante la edición 2013 de Dominicana Moda.
En 2015, Boga representó a República Dominicana en el New York Fashion Week con su colección "Sueños Caribeños" para la temporada primavera-verano 2015. La misma tuvo una buena acogida entre el público. Para junio del mismo año, Boga presentó su colección "Raíces" para la temporada otoño-invierno durante el RD Fashion Week. Boga, que fue escogido para vestir a los atletas dominicanos que representarían al país durante los Juegos Panamericanos de 2015 en Toronto, presentó su propuesta en julio de 2015. Boga fue escogido de entre más de 10 diseñadores que presentaron su propuesta al Comité Olímpico Dominicano, ganando de forma unánime. Además, Boga fue seleccionado para vestir a los tenistas dominicanos que competirían en la Copa Davis.